# رافا باربر
رافا باربر (بالإسبانية: Rafael Barber Rodríguez) هو لاعب كرة قدم إسباني في مركز الوسط، ولد في 2 أكتوبر 1980 في أييلو دي مالفيريت في إسبانيا. شارك مع منتخب إسبانيا تحت 16 سنة لكرة القدم ومنتخب إسبانيا تحت 18 سنة لكرة القدم. أما مع النوادي، فقد لعب مع ريكرياتيفو وفالنسيا ميستايا ونادي أونتينيينت ونادي خيريث ونادي كونكينسي ونادي هويسكا.

## وصلات خارجية
- رافا باربر على موقع قاعدة بيانات كرة القدم.إي يو (الإنجليزية)
- رافا باربر على موقع Soccerway.com (الإنجليزية)
- رافا باربر على موقع عالم كرة القدم.نت (الإنجليزية)
- رافا باربر على موقع AS.com (الإسبانية)